# Prágai Botanikus Kert
A Prágai Botanikus Kertet (Botanická zahrada hl. m. Prahy) Prága északi részén a Troja városrészben alakították ki egy, a Moldva felé néző domboldalon, a városrész nevét adó Troja kastély fölött. Területe kb. fél négyzetkilométer (a legtöbb adat szerint 52 ha, egyesek szerint 46,7 ha).
A park tagja a botanikus kertek nemzetközi szervezetének, a Botanic Gardens Conservation International-nek (BGCI). Regisztrációs kódja PRAZ. Egy része szabadon látogatható, más része fizetős.
Nem tévesztendő össze a Károly Egyetem (1775-ben, Smíchovban alapított) Füvészkertjével, amely 1897 óta az Újváros (Nové Město) Na Slupi utcájában tekinthető meg.

## Története
A kert kialakításának feltételeit Alois Svoboda földtulajdonos teremtette meg, amikor 1922. október 7-én kulturális-oktatási célokra egy 82 ha-os birtokot adományozott a fővárosnak, rajta a Troja kastéllyal. Ez a városrész teljes, 3,36 km²-es területének csaknem negyede.
Az 1930-as évek elejére nyilvánvalóvá vált, hogy a minden oldalról épületekkel körülvett, szűköske egyetemi botanikus kert már az oktatás igényeit sem képes megfelelő színvonalon kiszolgálni, ezért elkezdték tervezni annak részleges átköltöztetését, illetve új botanikus kert kialakítását. Az anyagi feltételek hiányában erre végül csak az 1960-as években kerítettek sort.
A fővárosi botanikus kertet végül 1966-ban alapították meg kettős céllal:
- az egyetemi oktatás támogatására és
- a prágaiak szabadidős pihenőhelyeként.

Az eredeti koncepció szerint a kert 130 hektárra terjedt volna ki három egymástól elkülönült területen, de ebből nem lett semmi. Az alaposon megcsonkított tervek alapján a kertet az 1970-es és 1980-as években építették ki.
Az első, So nevű bevezető kiállítást 1992-ben nyitották meg alig 3 ha-on. Ezen a Nagyréten rendszerint szobrokat állítanak ki. A rétet részben kisebb tavacskák veszik körül.
2008-ban bejelentették, hogy fontolgatják a három szomszédos intézmény (a Troja kastély, a botanikus kert és a Prágai Állatkert) közös intézménnyé összevonását, a javaslat ellen azonban hevesen tiltakozott a Cseh Mezőgazdasági Minisztérium.
2011-ben a kertben egy réteglapon egy kora triászban élt halgyík (Anomoepus sp.) maradványait találták meg.
2011-ig a növénygyűjtemény 27 hektáron terült el (a többin a kiszolgáló létesítmények kaptak helyet). Ez év január 1-én 17 hektárral megnövelték területét, ami ezzel érte el mai (2023-as) méretét. Az új részen tekinthető meg egyebek közt a Fenyőgyűjtemény (borového lesopark). Ezzel lekerítették egyebek közt Az Alsó és Felső Tróját összekötő hagyományos útvonalat is, ami jelentős ellenállást váltott ki a városrész lakóiból. A tiltakozó nyilatkozatot több mint ötezren írták alá, és a nyomás alatt meghajló igazgatóság — bár továbbra is tartott a vandáloktól és a vaddisznók okozta vadkártól — április 1-én újra megnyitotta az utat. Használatát azonban 200 Kč-ba kerülő éves bérlet kiváltásához kötötte, és ezzel újabb feszültségeket generált. A feldühödött lakosok és a kert igazgatóságának tárgyalásian a prágai városi tanács próbált közvetíteni, és végül 2011-ben a városrész egykor Prága 8. kerületébe sorolt utcáinak lakói jogot kaptak az út és a kert ingyenes használatára.
2022-ben a Kert igazgatója Bohumil Černý volt.

## Látnivalói

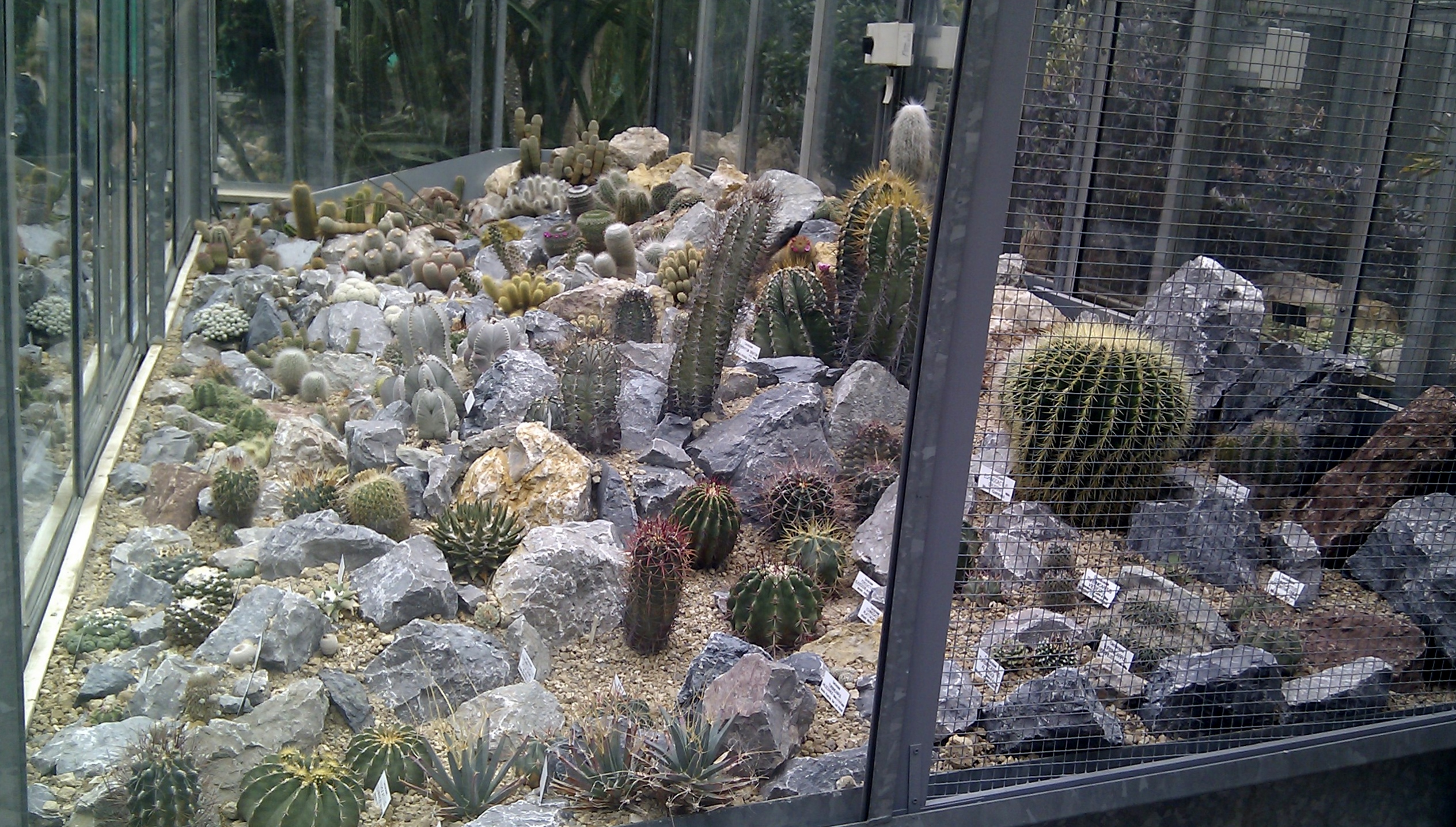
A kaktuszgyűjtemény részlete

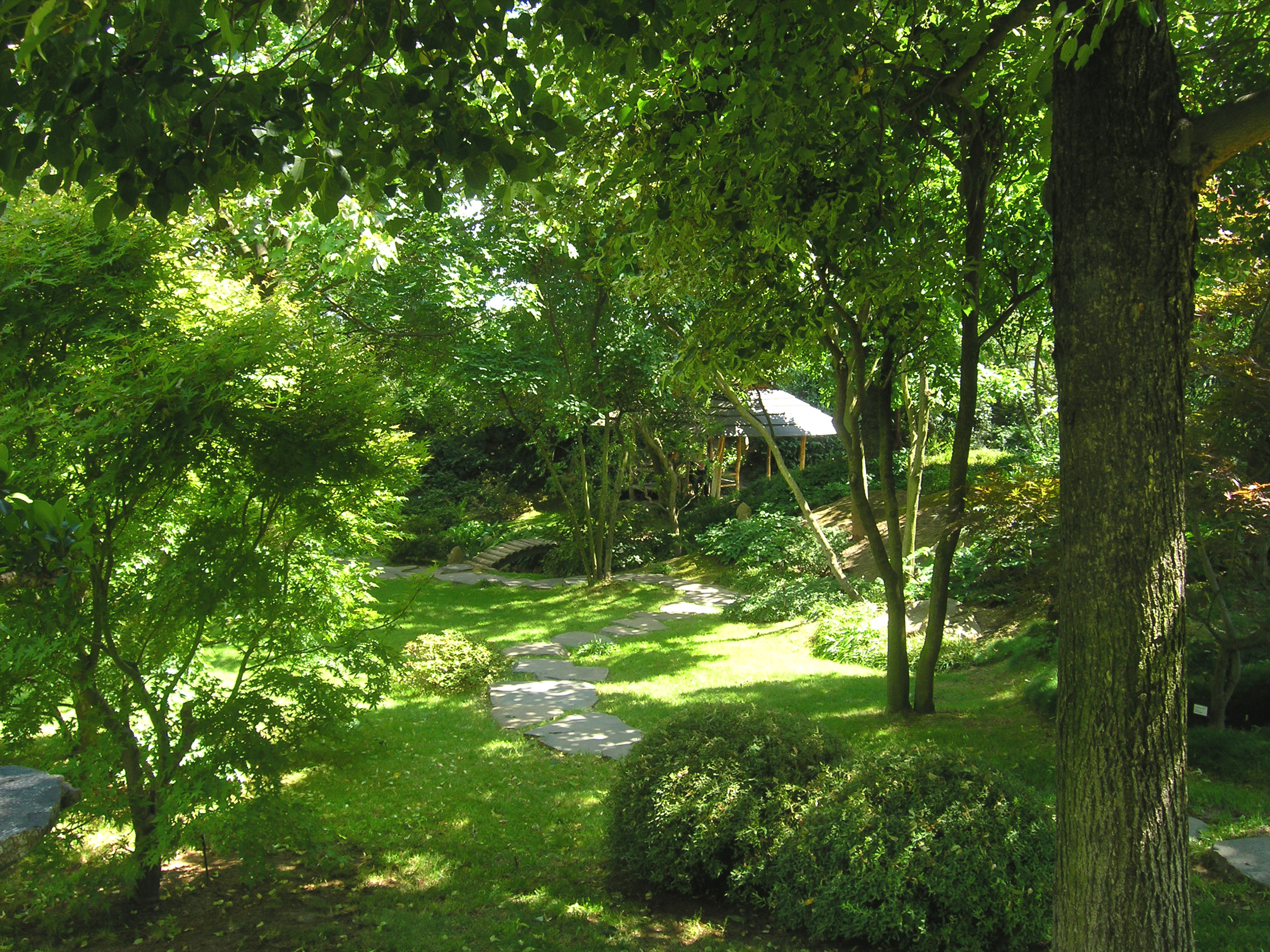
A japánkert részlete

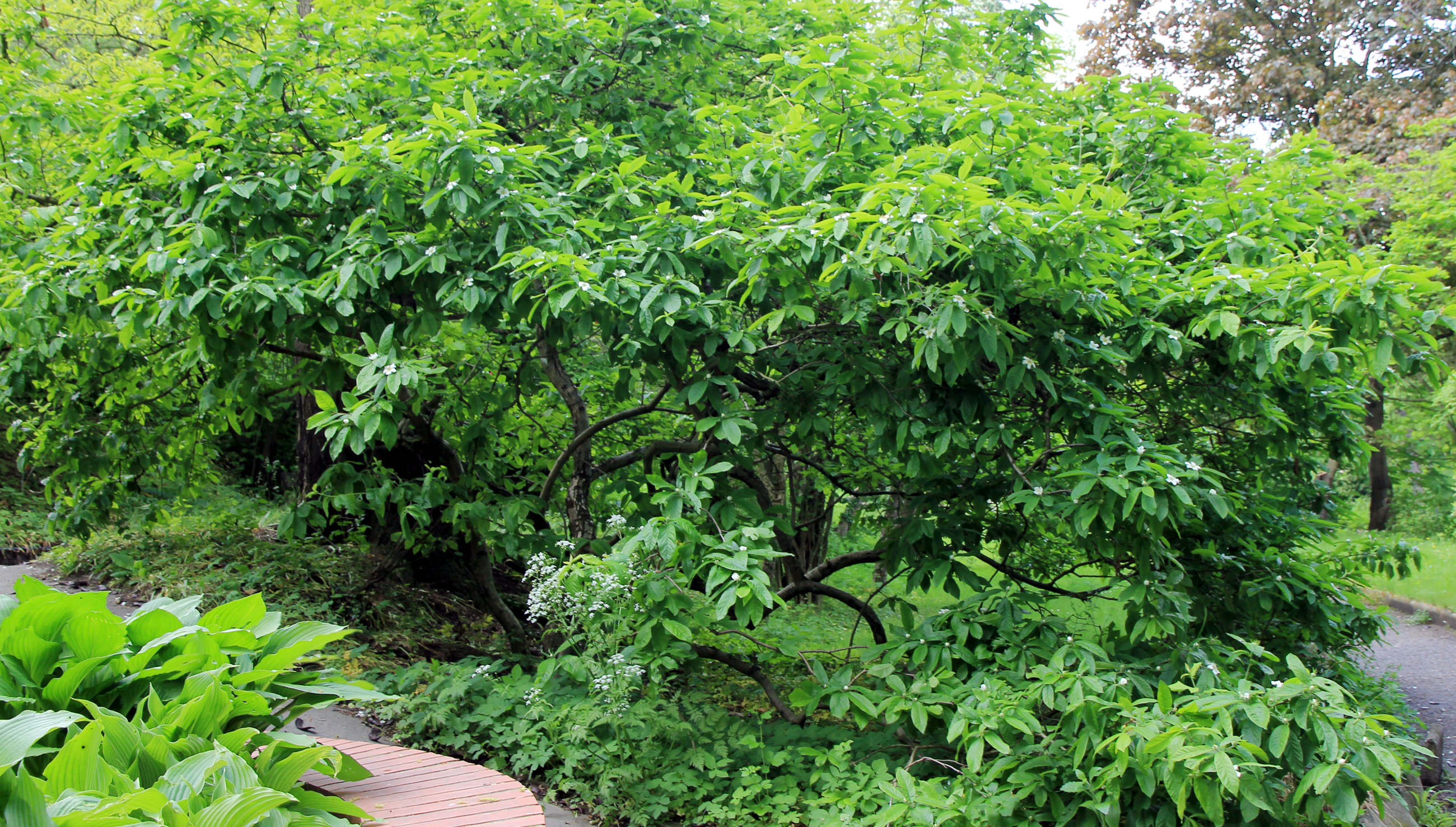
Közönséges naspolya (Mespilus germanica)

- A kert leghíresebb része a Fata Morgana üvegház, amit 2004 júniusában nyitottak meg, főleg trópusi növényekkel. Belső terét három részre osztották száraz nedves trópusi, valamint a meleg mérsékelt éghajlat növényeivel. A nedves trópusi rész nevezetessége a nagy akvárium (tó) a halak megfigyelését segítő víz alatti alagúttal.
- A kertben áll egy szent Klárának szentelt kápolna.
- A Japánkert növényeit 1995-ben kezdték telepíteni Kamila Skálová tervei alapján és jórészt vezetésével. A kertet 1997 májusában nyitották meg. A kerten átfolyó mesterséges hegyipatak mentén japán juharok, rododendronok és bambuszok zöldellnek, a vízben úszkáló koi pontyok a boldogság szimbólumai. A kert egyéb elemei is a japán szimbolizmust tükrözik. A kertben rendszeresek a bonszai-kiállítások.
- A Szent Kára szőlészet első tőkéit a 13. században (vagy még korábban) ültették; a fajtaösszetételt azóta persze több ízben megújították. 3,56 ha területével ez a második legnagyobb szőlészet Prágában, ahol 2020-as évek elején összesen 11 ha szőlőt tartanak nyilván. Troja kastély felépülte után (a 17. század végén) a gazdaság annak külbirtoka lett. A leromlott állapotú ültetvényt 1950–1953 között helyreállították, majd 1995-ben a botanikus kerthez csatolták.
- Az északi gyűjtemény az észak-amerikai prérik ás félsivatagok élővilágát mutatja be a So bazsarózsás nagyrét egy részén. 2007-ben nyitották meg.
- A Havránek tanösvény egy 3 km hosszú útvonal a kert fizetős részén. Kilenc pihenőjében tájékoztató táblákat helyeztek el.
- A mediterrán növénygyűjtemény alapját két gyűjtőexpedíción (1995-ben, illetve 1996-ben) szedték össze. Ezt az anyagot a félsivatagok, a sztyeppek és a sziklanövényzet bemutatóival egészítették ki, és mindezt a japán kertel szomszédos területen rendezték el.
- Az alpesi növényzet gyűjteménye négy részből áll.
- A mérsékelt övi orchideák csoportjában bemutatott fajok a Pleione, Calanthe és Bletilla nemzetségek képviselői a Távol-Keletről.
- Íriszgyűjtemény.

## Megközelítése
A metró Holešovice állomásától érhető el.

## Igazgatói
- Jan Jager (1969–1973)
- Josef Vyskočil (1973–1989)
- Vladimír Huml – (mb., 1989)
- Evžen Pechman (1989–1993)
- Vladimír Huml – (mb, 1994)
- Jiří Haager (1995–2001)
- Pavel Sekerka – (mb., 2001–2002)
- Milan Press (2002. július 1. – 2003. január 28.),
- Oldřich Vacek (2003–2012)
- Věra Bidlová (2012 áprilisától 2015. július 21-ig)
- Jana Tužová – (mb., 2015. július – 2016. május 31.)
- Oldřich Vacek (2016. június 1. – 2016. november 11.)
- Bohumil Černý (2016. december 1-től mb., majd kinevezett)

## Közeli látnivalók
Alatta a domboldalban ékeskedik a Troja kastély, amelyben a Prágai Városi Galéria állandó kiállítása tekinthető meg.

## Fordítás
Ez a szócikk részben vagy egészben  a   Botanická zahrada hl. m. Prahy című cseh Wikipédia-szócikk ezen változatának fordításán alapul.  Az eredeti cikk szerkesztőit annak laptörténete sorolja fel. Ez a jelzés csupán a megfogalmazás eredetét és a szerzői jogokat jelzi, nem szolgál a cikkben szereplő információk forrásmegjelöléseként.